# Parafia św. Maksymiliana Marii Kolbego w Dąbrowie Górniczej
Parafia Świętego Maksymiliana Marii Kolbego w Dąbrowie Górniczej – rzymskokatolicka parafia położona w dekanacie dąbrowskim - Najświętszej Maryi Panny Anielskiej, diecezji sosnowieckiej, metropolii częstochowskiej w Polsce, erygowana w 1985 roku. Parafia znajduje się w dzielnicy Mydlice.

## Proboszczowie
- ks. kan. Zygmunt Woźniak (1983–2007), budowniczy kościoła[1][2]
- ks. Krzysztof Majcherczyk (2007–2011)[3]
- ks. kan. Andrzej Gliszta (od 2011)[3]